# Love Is Dead (álbum de Kerli)
Love Is Dead es el álbum debut de cantante estonia Kerli. Fue lanzado en los Estados Unidos el 8 de julio de 2008 por Island Records. Producido en su mayoría por David Mauricio, el álbum mezcla diferentes estilos de música a través del disco, como el Rock Alternativo, Metal, Electrónica, y Trip Hop. Kerli escribió el álbum en más de cinco años. Durante una entrevista con un sitio Web de entretenimiento, se mencionó el significado del álbum:

Muchas de las canciones las escribí cuando estaba muy deprimida, y luego las canciones más tarde las escribí después de salir de mi depresión, así que el tema del álbum más o menos es la superación de obstáculos y la superación de la oscuridad. Estoy muy agradecida por todas estas experiencias, porque creo que hasta que son absorbidos por la oscuridad no se puede superar y se enfrentan a la luz.

Originalmente saldrá a la venta en abril de 2008, el álbum fue aplazado al 29 de julio y luego al 8 de julio. Con el tiempo ganó un comunicado de la Europa en 2009 con un lanzamiento en Italia en febrero, en Alemania en abril, y en Austria e Irlanda en el verano de 2009.

## Críticas
Love Is Dead recibió críticas positivas de críticos musicales. Rick Florino, de Artistdirect, afirmó que el álbum es "más que música alternativa, es arte alternativo". La visión de Kerli va mucho más allá de las notas grabadas en su CD, y eso se nota al instante en su retorcida estética de cuento de hadas" Heather Phares de AllMusic concluyó que "a pesar de sus defectos, es uno de los álbumes más singulares publicados por una gran discográfica en 2008." Ben Norman, de About.com, coincidió al afirmar que se trata de "una de las mejores y más singulares propuestas de las grandes discográficas de 2008, algo que no hay que perderse". Con la irrupción de Kerli en la escena dance, predigo que este es el álbum a tener en cuenta." El crítico de Slant Magazine Sal Cinquemani elogió las tres primeras canciones del álbum, "Love Is Dead", "Walking on Air", y "The Creationist", comentando que "muestran suficiente diversidad y conocimiento musical, si no talento real, para justificar un respaldo", pero criticó canciones como "Creepshow" ("exagerada") y "Butterfly Cry" ("pesada"). También añadió que "[l]as fórmulas empleadas a lo largo de Love Is Dead son a menudo trilladas, pero el innegable entusiasmo y asombro con que las aborda es con la misma frecuencia refrescante."
Christy Grosz, de Los Angeles Times, escribió que "[a]unque sus canciones presentan ocasionalmente el piano alto de Apple o los trinos de otro mundo de Morissette o Björk, su voz puede sonar delgada e inconsistente, dándole al conjunto una sensación algo derivativa" y que "un poco más de espeluznante le daría a Kerli la ventaja que su apariencia anuncia." En su reseña para Blender, Andrew Harrison señaló que "Las góticas paredes grises de riff y palpitantes cajas de ritmos de Love Is Dead son lo suficientemente convincentes, y Kerli ha vivido claramente una dura y vieja vida hasta ahora. Por desgracia, se traduce en pantomima, en lugar de música catártica, con letras tan desesperadamente trilladas que suenan como un tratado de sentirse bien para niños en edad preescolar." Charlie Owen de Vail Daily opinó que el álbum "revela el talento de Kerli, pero suena más como si estuviera tratando de encontrar una dirección que abriendo camino". "

## Charts
El álbum debutó en el número 126 en el Billboard 200 en los EE. UU., vendiendo 5.500 copias en su primera semana. También entró en el número tres en la tabla Heatseekers (alcanzando el número dos, dos semanas más tarde) y alcanzó la posición 141 en la lista Top álbumes digitales. Con esto, Kerli es el primer artista de Estonia que figura en el Billboard 200, donde el álbum se mantuvo cuatro semanas. A pesar de tener cuatro singles, la única canción que apenas tuvo un impacto en las listas fue "Walking on Air ". Las ventas del álbum fueron considerados una verdadera decepción en los EE. UU.;. Sin embargo, Kerli ya ha pasado a grabar su segundo álbum que se publicará en 2011, con el apoyo de su compañía discográfica.

## Lista de canciones
| N.º | Título            | Producer(s)   | Duración |  |
| 1.  | «Love Is Dead»    | Maurice       | 4:36     |  |
| 2.  | «Walking on Air»  | Mendez        | 4:27     |  |
| 3.  | «The Creationist» | Chambers      | 3:38     |  |
| 4.  | «I Want Nothing»  | Maurice       | 3:58     |  |
| 5.  | «Up Up Up»        | Maurice       | 3:26     |  |
| 6.  | «Bulletproof»     | Maurice       | 5:01     |  |
| 7.  | «Beautiful Day»   | Madden        | 3:51     |  |
| 8.  | «Creepshow»       | Maurice       | 3:12     |  |
| 9.  | «Hurt Me»         | Mendez        | 3:37     |  |
| 10. | «Butterfly Cry»   | Mathias Wollo | 4:39     |  |
| 11. | «Strange Boy»     | Maurice       | 3:18     |  |
| 12. | «Fragile»         | Maurice       | 4:11     |  |

| iTunes bonus track |        |             |          |  |
| N.º                | Título | Producer(s) | Duración |  |
| 13.                | «Heal» | Maurice     | 6:05     |  |

## Ventas y posiciones en los charts
| Chart (2008)                      | Posición peak | Ventas  | Certificación |
| --------------------------------- | ------------- | ------- | ------------- |
| U.S. Billboard 200                | 126           | 55,000+ | —             |
| U.S. Billboard Heatseekers        | 2             | —       | —             |
| U.S. Billboard Top Digital Albums | 19            | —       | —             |
| Estonian Albums Chart             | 1             | 5,000   | Platino       |
| Swiss Albums Chart                | 92            | —       | —             |
| Belgian Albums Charts (Flanders)  | 61            | —       | —             |
| Belgian Albums Chart (Wallonia)   | 52            | —       | —             |
| Italians Albums Charts            | 64            | 28,000+ | Plata         |

## Historial de Lanzamiento
| País           | Fecha                 | Formato              | Discográfica    |
| -------------- | --------------------- | -------------------- | --------------- |
| Estados Unidos | 8 de julio de 2008    | CD, descarga digital | Island Records  |
| Bélgica        | 25 de julio de 2008   | CD, descarga digital | Universal Music |
| Italia         | 27 de febrero de 2009 | CD, descarga digital | Universal Music |
| Alemania       | 24 de abril de 2009   | CD, descarga digital | Universal Music |
| Polonia        | 7 de agosto de 2009   | CD, descarga digital | Universal Music |